# Ерин-Спрінгс (Оклахома)
Ерин-Спрінгс (англ. Erin Springs) — місто (англ. town) в США, в окрузі Гарвін штату Оклахома. Населення — 89 осіб (2020).

## Географія
Ерин-Спрінгс розташований за координатами 34°48′39″ пн. ш. 97°36′19″ зх. д. / 34.81083° пн. ш. 97.60528° зх. д. (34.810734, -97.605284).  За даними Бюро перепису населення США в 2010 році місто мало площу 0,42 км², з яких 0,41 км² — суходіл та 0,00 км² — водойми.

## Демографія
Згідно з переписом 2010 року, у місті мешкало 87 осіб у 36 домогосподарствах у складі 25 родин. Густота населення становила 208 осіб/км².  Було 41 помешкання (98/км²).
Расовий склад населення:
| - 88,5 % — білих - 4,6 % — корінних американців - 1,1 % — вихідців з тихоокеанських островів |

До двох чи більше рас належало 5,7 %. Частка іспаномовних становила 0,0 % від усіх жителів.
За віковим діапазоном населення розподілялося таким чином: 18,4 % — особи молодші 18 років, 64,4 % — особи у віці 18—64 років, 17,2 % — особи у віці 65 років та старші. Медіана віку мешканця становила 41,5 року. На 100 осіб жіночої статі у місті припадало 123,1 чоловіків;  на 100 жінок у віці від 18 років та старших — 102,9 чоловіків також старших 18 років.
За межею бідності перебувало 14,7 % осіб, у тому числі 100,0 % дітей у віці до 18 років та 0,0 % осіб у віці 65 років та старших.
Цивільне працевлаштоване населення становило 130 осіб. Основні галузі зайнятості: науковці, спеціалісти, менеджери — 26,9 %, роздрібна торгівля — 13,1 %, транспорт — 11,5 %, виробництво — 11,5 %.